# Жульбак

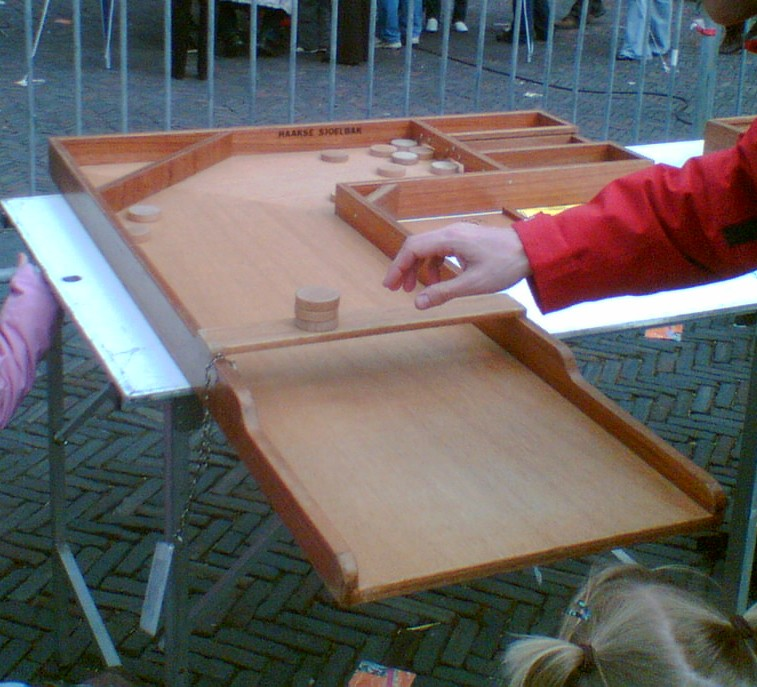
Настольная деревянная игра Жульбак, угловая версия

Жульбак (нидерл. Sjoelbak, джакколо) — спортивная настольная деревянная игра, сутью которой является закатывание деревянных шайб (фишек) в специальные лузы на доске.Популярна в Голландии и Бельгии, встречается в Англии и Америке. В Германи известна под названием Jakkolo.

## Названия игры
«Sjoelbak» (жульбак), а также «Sjoelen» — голландские названия игры.
В Англии она называется «Dutch Shuffleboard».
В разных странах произношение названия разнится, для русского языка прижилась транскрипция Жульбак.
Русское название «Жульбак» является зарегистрированной торговой маркой.

## Происхождение
Игра Sjoelbak (жульбак) является голландской разновидностью английской игры Shuffleboard (Шаффлборд). В Голландии игра появилась в XIX веке.

## Правила игры
Жульбак — соревновательная игра. По оригинальным правилам у каждого человека есть возможность забить 30 деревянных шайб в 4 лузы на доске. Забитые шайбы ставятся друг на друга в конце луз, а не забитые — возвращаются в исходное положение, и участник пробует снова их забить. Всего дается 3 попытки.
Каждая луза обладает своим «весом» (слева направо): первая — 2 очка, вторая — 3 очка, третья — 4 очка, четвёртая — 1 очко. Если в каждую из луз забита шайба, то суммарные очки умножаются на 2: (2+3+4+1)*2=20 очков. И так для каждого забитого ряда. Максимальное количество очков составляет 148, что осуществляется путём забивания 7 шайб во 2-м «доме», 7 шайб в 3-м, 9 шайб в 4-м и 7 шайб в 1-м.
Максимальные очки составляют 148 (7x20 + 2x4 = 148), но они могли бы быть и выше, если вы забьете все шайбы с первой или второй попытки. В этом случае вы получите дополнительные «бонусы» (две) или (одну) шайбу, если вы забили с первой попытки все шайбы, то две, если со второй, то одну. Тогда максимальное количество очков увеличивается до 152 или 156 (7x20 4x4 = 156)